# جوبر
جوبر شهری در استان حمص و جنوب شهر حمص است. بر پایه آمارهای سال ۲۰۰۴ جمعیت این شهر ۴٬۲۴۲ نفر است.